# Глубіш Орест Михайлович
Орест Михайлович Глубіш, о. Орест Глубіш (нар. 20 червня 1949, с. Забойки Тернопільського району Тернопільської області) — український релігійний діяч, священник УГКЦ, журналіст, редактор. Магістр богослов'я (2000).

## Життєпис

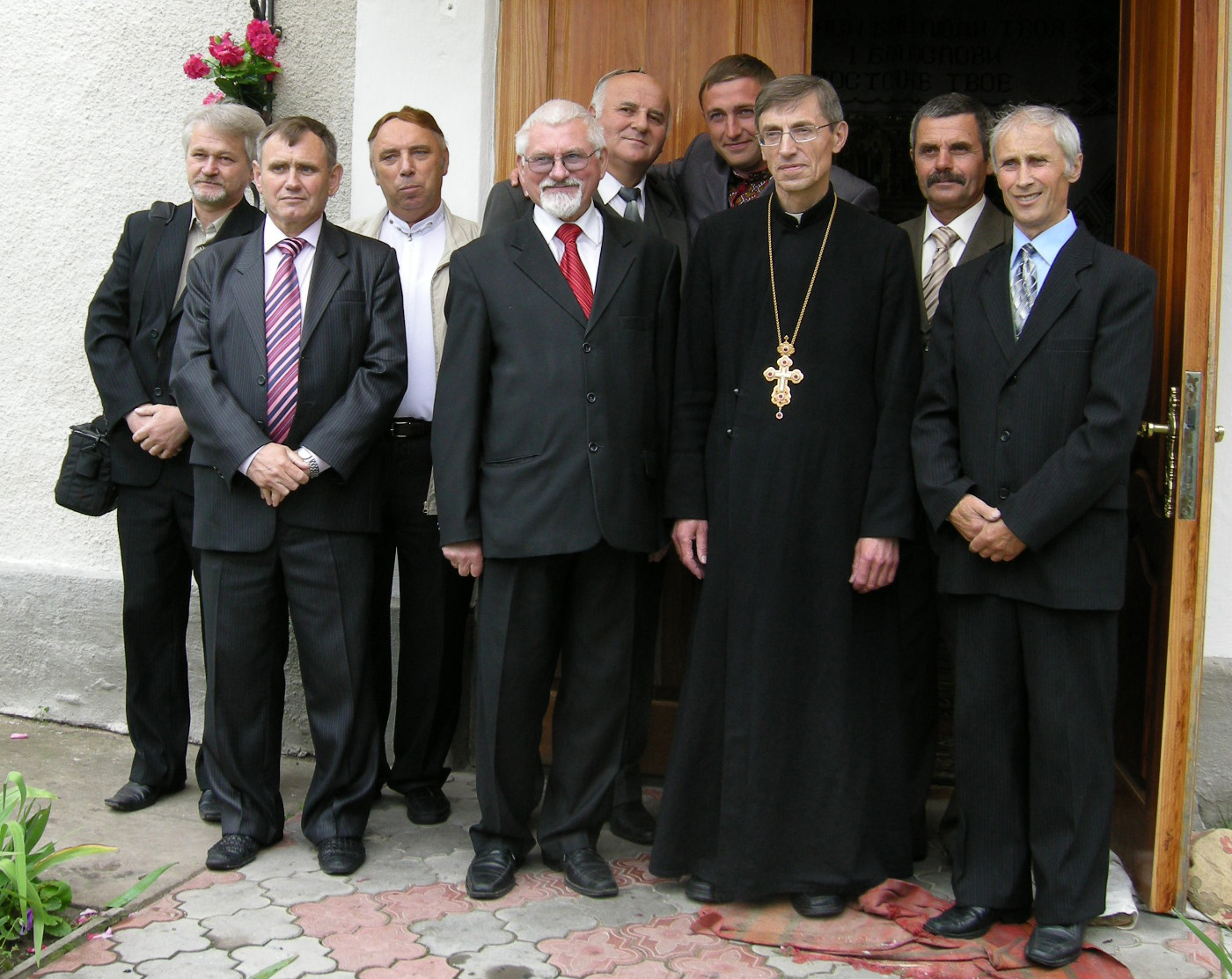
Друзі о. Ореста Глубіша після Святої Літургії в день святкування ювілею в с. Івачів Горішній. Зліва направо: Олег Качало, Богдан Новосядлий, Іван Круп'як, невідомий, Володимир Фостик, син о. Ореста, о. Орест Глубіш, Роман Рудакевич, невідомий.

У 1956—1964 рр. навчався в Забойківській восьмирічній школі.
У 1964—1966 рр. — у Підгаєцькому СПТУ № 10.
Закінчив факультет журналістики Львівського університету (1982), Тернопільську вищу духовну семінарію ім. Й. Сліпого (1995), Люблінський католицький університет (Польща, 2000).

## Служіння

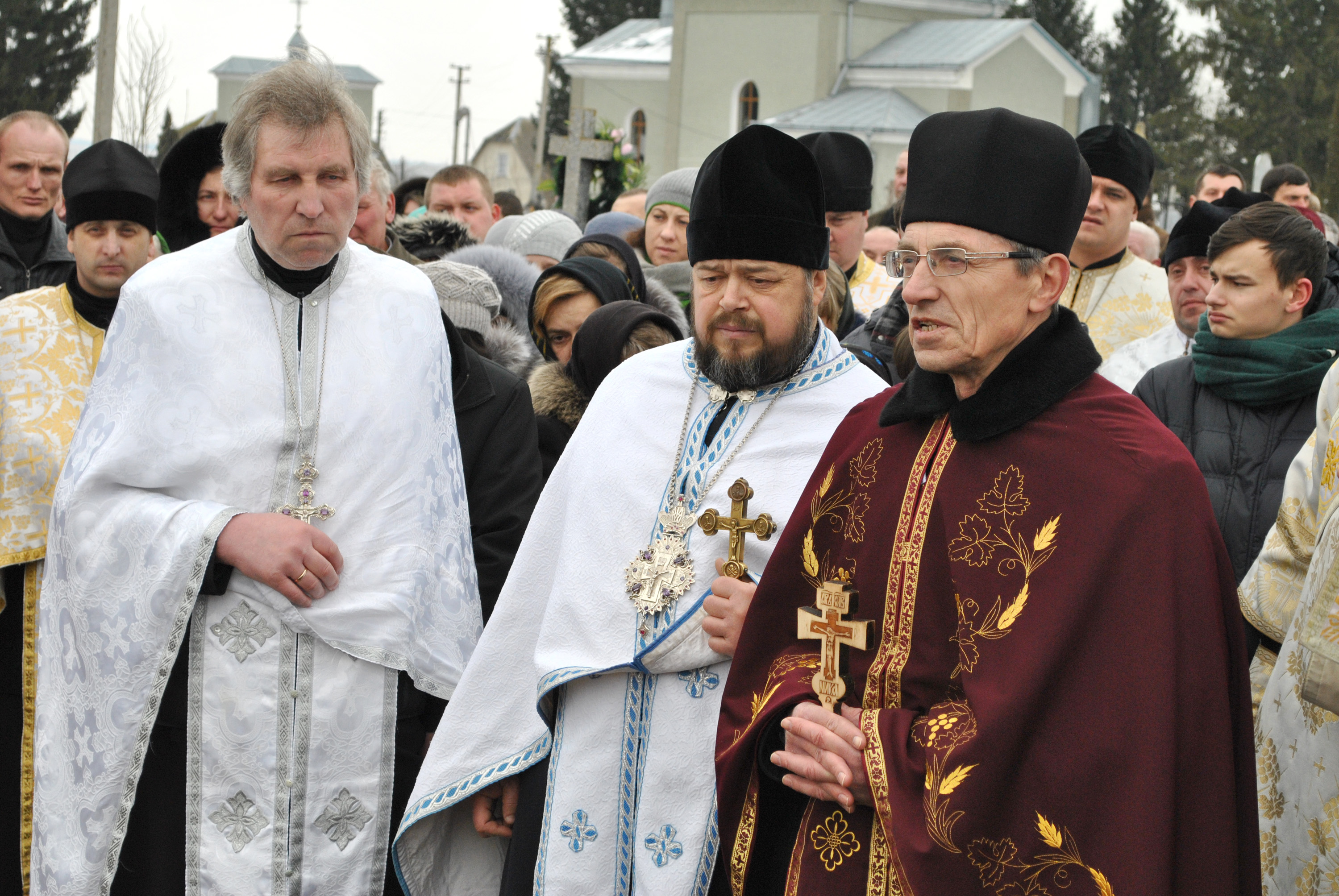
о. Орест Глубіш (справа) із прощальним словом біля могили воїна-односельця Дмитра Заплітного (4.02.2015)

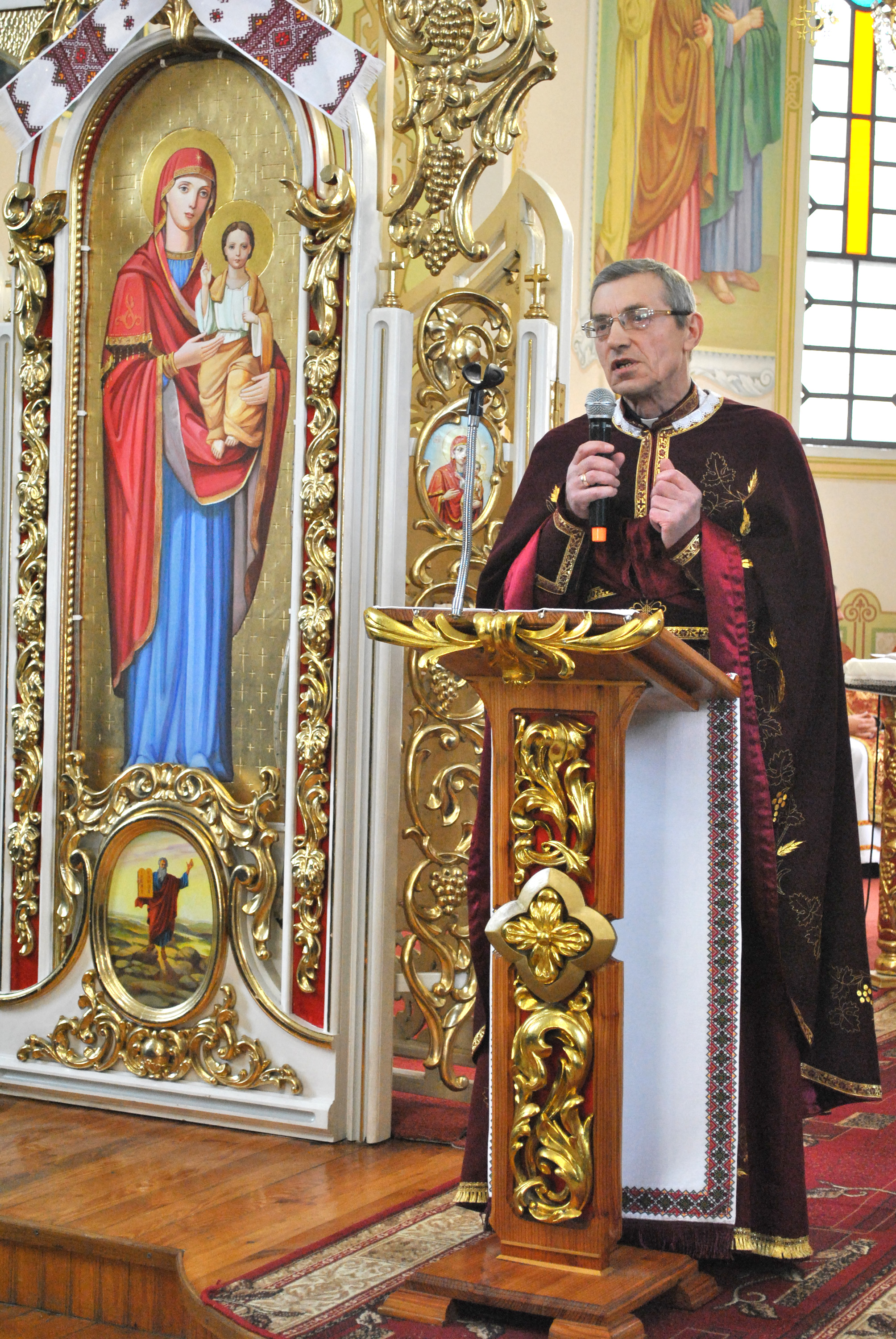
Проповідь на панахиді за Іваном Вітишином у церкві святого Володимира УГКЦ смт Велика Березовиця (19.02.2015)

Священник на парафіях у селах Івачів Горішній та Івачів Долішній Тернопільського району, викладає в Тернопільській вищій духовній семінарії психологію та педагогіку.
Організатор духовних зустрічей тернопільської інтелігенції, у яких беруть участь викладачі медичного, політехнічного, педагогічного та економічного університетів Тернополя, священники, лікарі, вчителі.

## Творчість
Автор новел і віршів, опублікованих у періодиці, статей на релігійно-моральні та історично-церковні теми, зокрема в регіональних річниках «Тернопілля» (1996, 1997).

### Редактор
- часопису Тернопільсько-Зборівської архієпархії УГКЦ «Божий сіяч» (від жовтня 1995 р. донині)
- всеукраїнського релігійного часопису «Духовний щит» (2000-ті)

### Радіопередачі
Веде
- на тернопільському обласному радіо передачу «Христос — хліб життя»
- на радіо «Такт» — «Духовна криниця»
- на радіо «Марія» — «Катехизи»

### Книги, путівники
- Глубіш О. Зарваниця. Путівник паломника. — Тернопіль: ФОП Стецюк Я. Ф., 2009. — 24 с.
- Готує до друку книгу духовних роздумів «Острів Божої мудрості».

у співавторстві:
- Глубіш О., Шподарунок Н. Симфонія Катедрального собору: минуле і сучасність. — Т.: Джура, 1999. — 115 с.
- Глубіш О., Шподарунок Н., Новосядлий Б. Десять сходинок на Христовій дорозі. — Тернопіль: Горлиця, 2003. — 32 с.
- Глубіш О., Шподарунок Н. (автори текстів); Балюх В. (фото). Зарваниця. — Тернопіль-Львів. Видавець: ПП Василь Балюх, друк: літературна агенція «Піраміда», 2006. — 80 с., іл.
- Глубіш О., Новосядлий Б., Шподарунок Н. (автори текстів); Шподарунок Н. (упорядник). Катедра. — Т.: Джура, 2009. — 377 с.
- Івачів Горішній. Мого села духовні обереги / Упорядник Надія Шподарунок; автори текстів о. Орест Глубіш, Богдан Новосядлий, Надія Шподарунок. — Тернопіль, 2013. — 188 с., іл.

## Відзнаки
- Нагороджений тернопільсько-зборівським єпархом Михаїлом Сабригою золотим хрестом з прикрасами.
- Переможець конкурсу «Суспільний дороговказ віруючого» на найкращу проповідь серед священників УГКЦ (2003).
- Лауреат обласної премії імені Петра Медведика за вагомий особистий внесок у розвиток краєзнавства — книга «Катедра» (2012).